# Église Sainte-Geneviève de Zepperen
Pour les articles homonymes, voir Église Sainte-Geneviève.
L'église Sainte-Geneviève (en néerlandais : Sint-Genovevakerk) est une église de style roman et gothique située à Zepperen, section de la ville belge de Saint-Trond dans la province de Limbourg.
Elle est dédiée à sainte Geneviève de Paris.

## Historique
La partie la plus ancienne de l'église est sa tour de style roman datée du XIIe siècle.
L'église est érigée entre 1430 et 1509 en style gothique du Demer (Demergotiek (nl)), une variante du style gothique brabançon.
Une restauration menée de 1860 à 1906 sous la direction de l'architecte E. Serrure dote l'église d'un portail et d'une tourelle de style néo-roman et d'un baptistère et d'une sacristie méridionale de style néogothique.
L'église est classée comme monument historique depuis le 19 janvier 1935 et figure à l'Inventaire du patrimoine immobilier de la Région flamande sous la référence 23158.

## Architecture

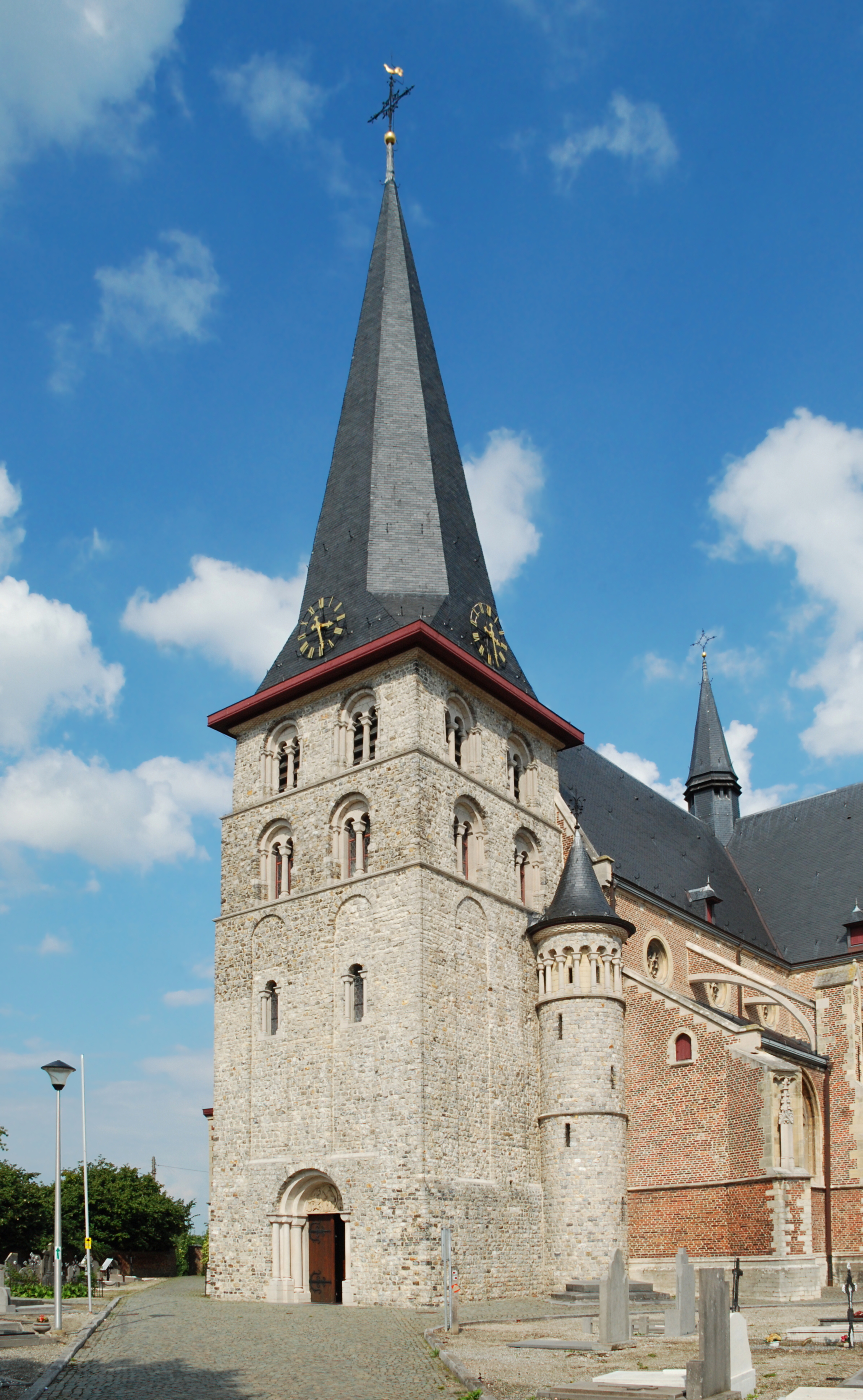
La tour romane.
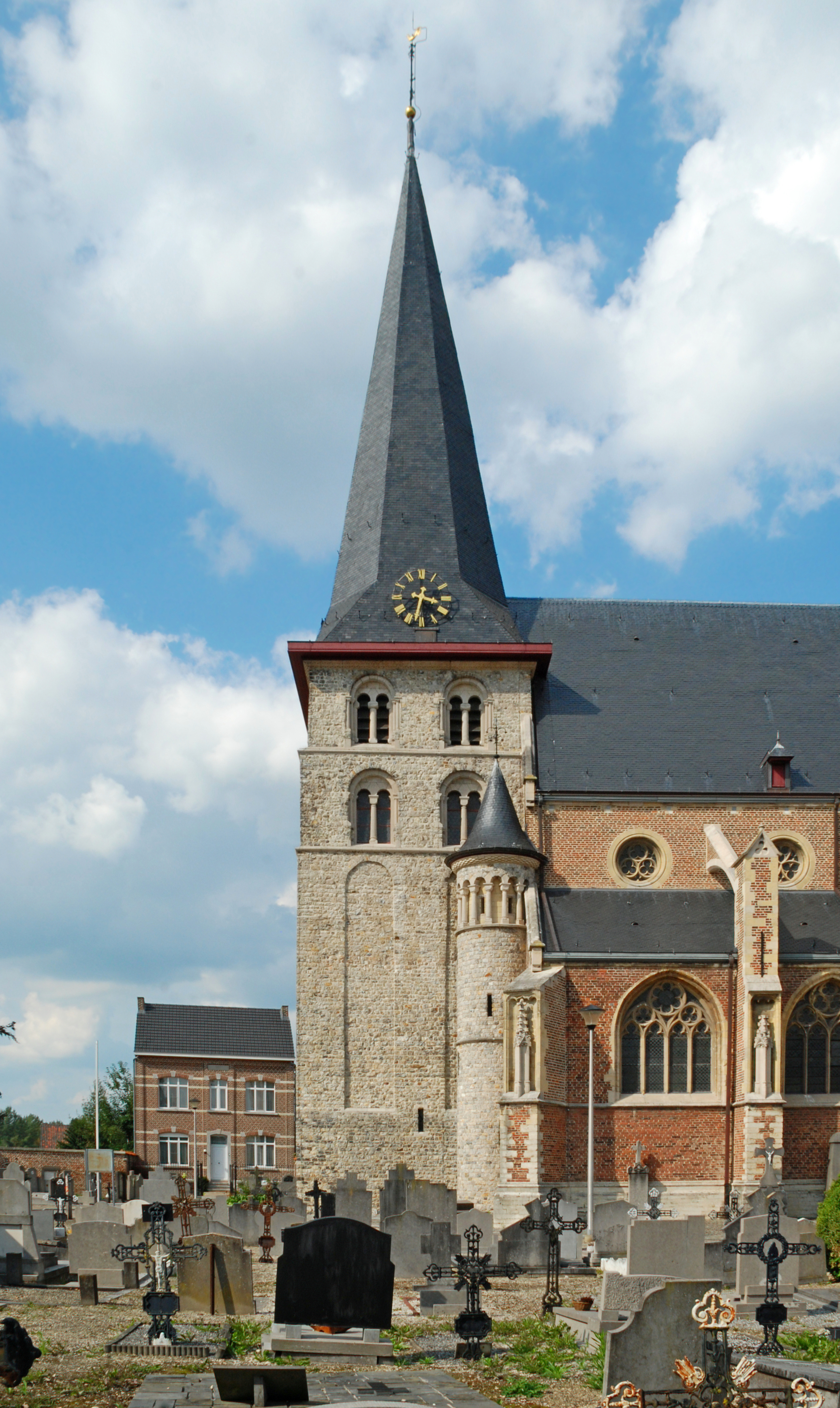
La tour vue du sud.
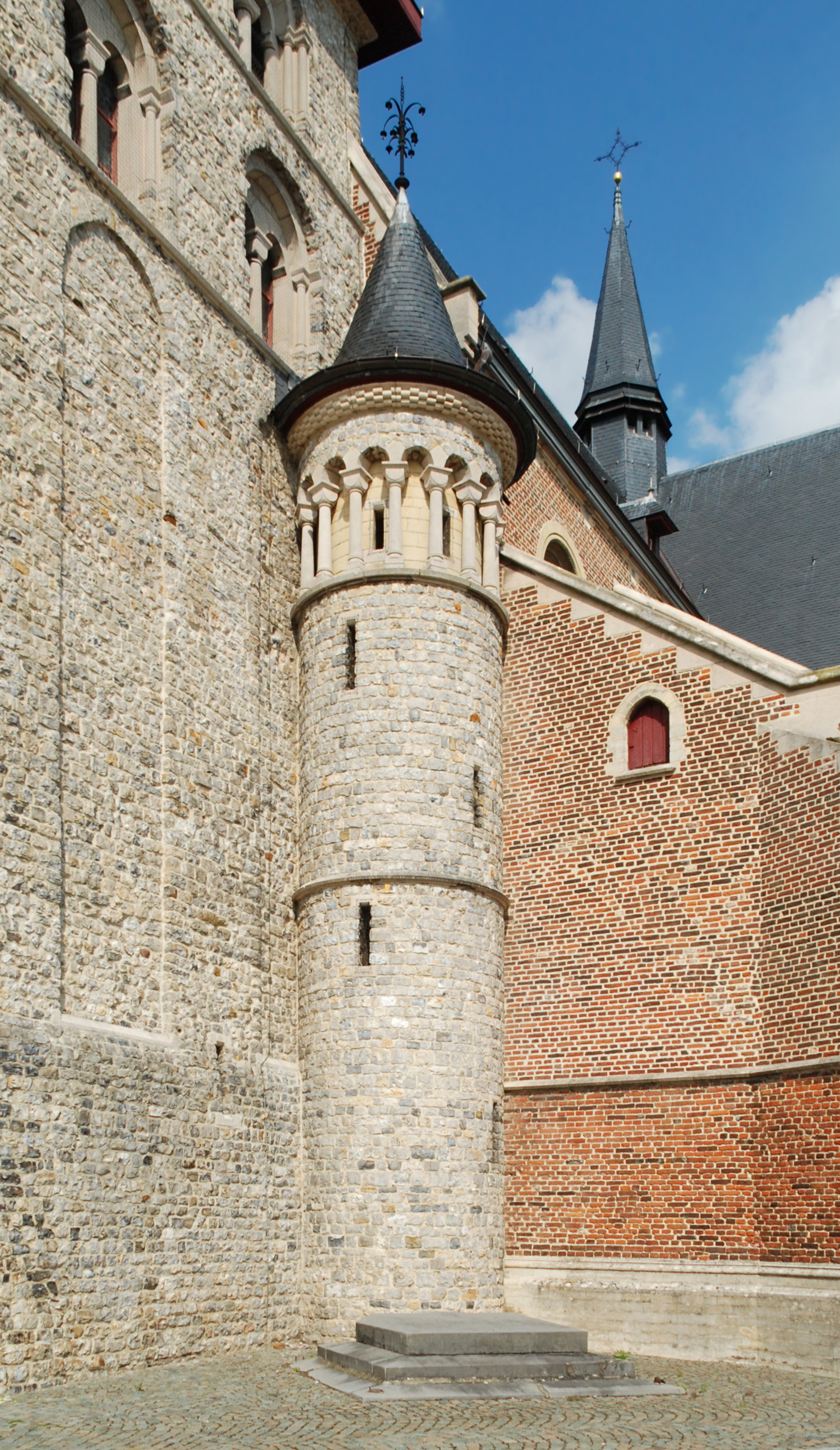
La tourelle de style néo-roman.
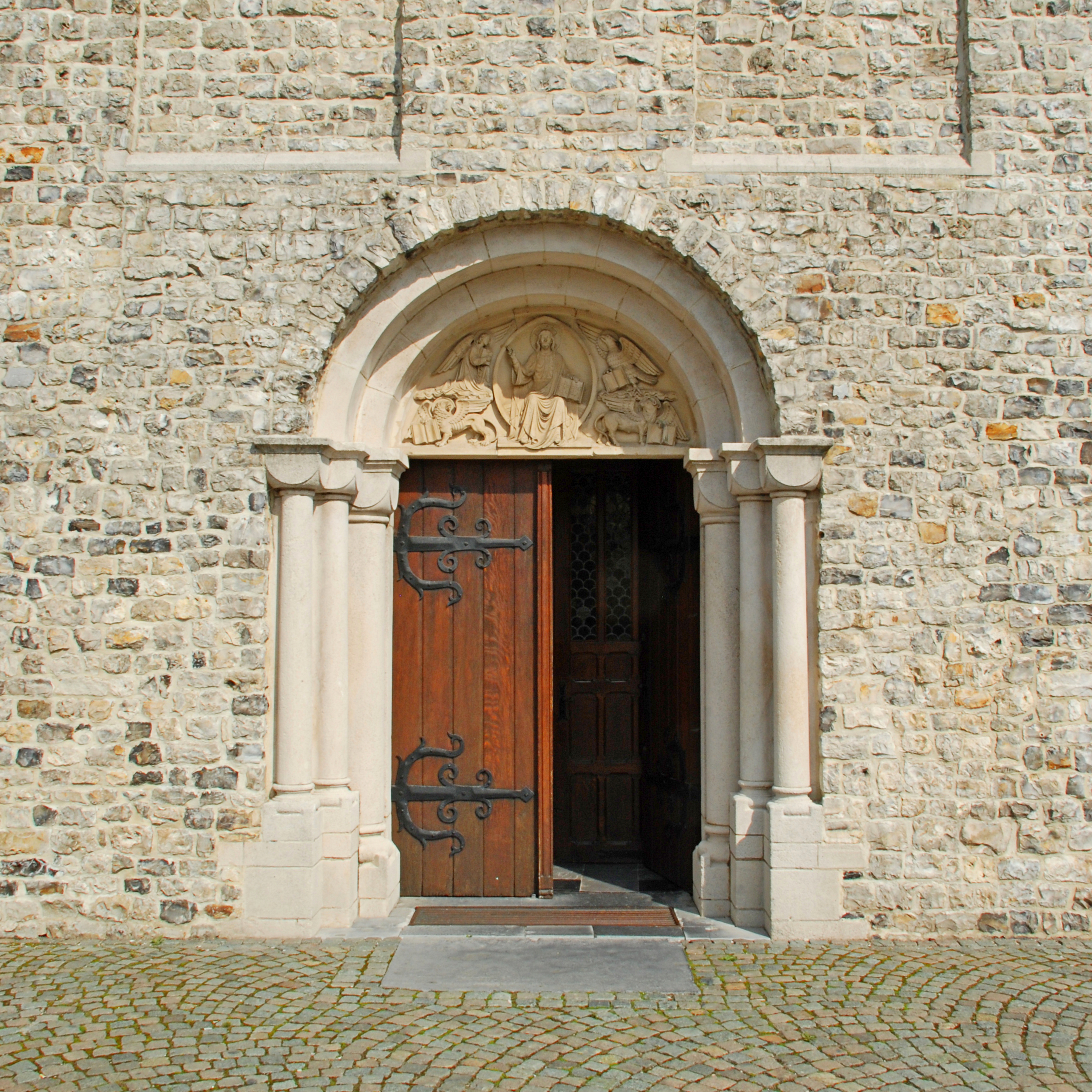
Le portail de style néo-roman.

## Décoration
L'intérieur présente d'importantes peintures murales représentant la légende de sainte Geneviève et le Jugement Dernier.
L'église conserve un tableau de Frans Walschartz, La Cène, peint vers 1626-1650.

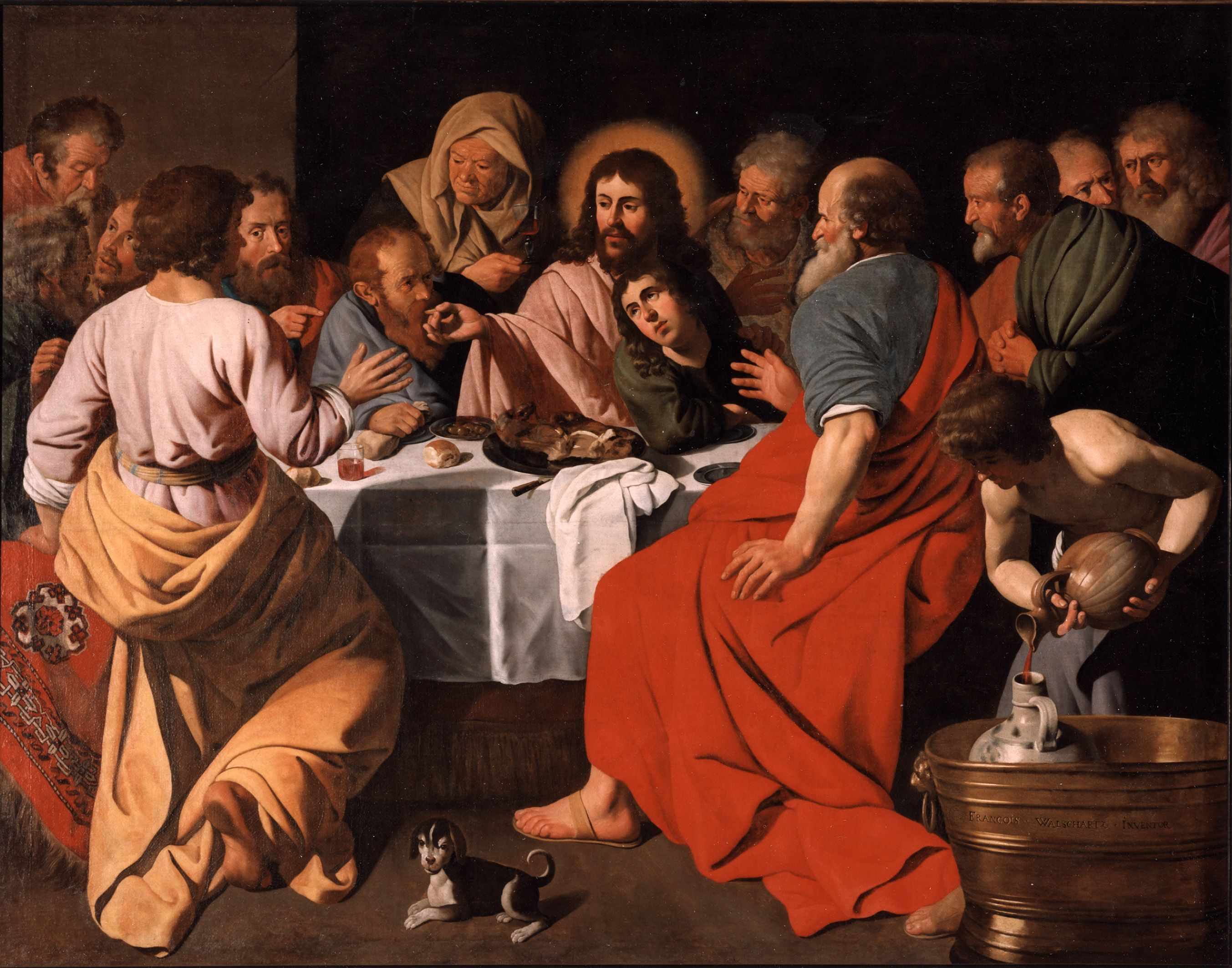
Frans Walschartz, La Cène, huile sur bois.